# Nuevo Celilac
Nuevo Celilac é uma cidade hondurenha do departamento de Santa Bárbara.